# Lavacolla
Lavacolla (en gallego y oficialmente, A Lavacolla) es una aldea que pertenece a la parroquia de Sabugueira en Santiago de Compostela (La Coruña). Se encuentra a 12 kilómetros de la capital gallega y es conocida por ser la ubicación del aeropuerto de Santiago de Compostela y la última etapa del Camino de Santiago.

## Demografía
| Gráfica de evolución demográfica de Lavacolla entre 2000 y 2020 |
|                                                                 |
| Datos según el nomenclátor publicado por el INE.                |

## Etimología
Existen varias teorías sobre el origen del topónimo de Lavacolla: una de ellas hace referencia al aseo de peregrinos en el río que discurre por el lugar antes de entrar en la ciudad santa como una manera de purificación. Otra teoría habla de un origen anterior a las peregrinaciones por lo que la composición lava (pasto bajo) + colla (colina) significaría "pasto bajo de la colina".
También se puede decir que los peregrinos siempre se lavaban el cuello para entrar en Santiago sin suciedad.

## Patrimonio
Lavacolla cuenta con una iglesia del año 1840. De estilo clasicista la iglesia es de planta rectangular, en su fachada el frontal es un triángulo en cuyo vértice se levanta la torre de la campana. Sobre la puerta tiene un tragaluz semicircular. A pocos metros de la iglesia se levanta un crucero con tallas de Cristo sedente.